# Elementary (Fernsehserie)
Elementary ist eine US-amerikanische Krimiserie von Robert Doherty mit Jonny Lee Miller und Lucy Liu in den Hauptrollen. Sie basiert lose auf Figuren und Motiven der Sherlock-Holmes-Geschichten von Arthur Conan Doyle, unterscheidet sich jedoch in drei essenziellen Punkten: Sie spielt in der Gegenwart, überwiegend in New York City statt in London und hat aus der Figur des Dr. John Watson die ehemalige Chirurgin Dr. Joan Watson gemacht.
Die Erstausstrahlung in den USA fand vom 27. September 2012 bis zum 15. August 2019 bei CBS statt. Die Serie umfasst insgesamt 154 Episoden, die in sieben Staffeln eingeteilt sind. Im deutschsprachigen Raum wird sie seit Januar 2013 in Deutschland auf Sat.1 sowie bei Kabel eins, in Österreich bei Puls 4 sowie ATV2 und in der Schweiz bei Puls 8 ausgestrahlt.

## Handlung
Sherlock Holmes ist ein ehemaliger Berater von Scotland Yard. Wegen einer längeren Heroinsucht, ausgelöst durch den Tod seiner Exfreundin Irene Adler, ließ er sich in New York City in eine Entzugsklinik einweisen. Nach der Entlassung steht ihm als Suchttherapeutin die ehemalige Chirurgin Dr. Joan Watson zur Seite. Sie wurde von Holmes’ Vater engagiert, um sicherzustellen, dass Sherlock nicht rückfällig wird. Um ständig ein Auge auf Holmes zu haben, zieht sie in dessen Gästezimmer ein. Solange Holmes sich auf ungeklärte Mordfälle konzentrieren kann, hat er keinerlei Neigung zu einem Rückfall in die Drogensucht. Holmes verbringt seine Zeit als unbezahlter Berater des NYPD. Dort arbeitet er regelmäßig mit Captain Thomas Gregson zusammen, den er schon von Scotland Yard kennt, wo Gregson nach „9/11“ hospitiert hatte. Doch nicht nur der Polizei, auch Privatpersonen – soweit sich der Fall nur verzwickt genug darstellt – bietet Sherlock seine außerordentlichen kognitiven und kombinatorischen Fähigkeiten an.
Anfänglich ist die Beziehung von Holmes und Watson durch mangelndes Vertrauen und Missverständnisse geprägt. Holmes fühlt sich durch Watsons Anwesenheit in seinem Leben gestört, und Watson glaubt, dass Holmes jederzeit rückfällig werden könne. Im Laufe der Zeit wird dieses Misstrauen aber zunehmend abgebaut, auch dadurch, dass Holmes neben den regelmäßigen Drogentests durch Watson im Zweifelsfall auch stets freiwillige Tests durchführt bzw. anbietet. Es entwickelt sich langsam eine Freundschaft, die darin mündet, dass beide ein gewisses Interesse für das Privatleben des anderen entwickeln. So versucht Holmes zu ergründen, warum Watson ihre Arbeit als Chirurgin kündigte, und Watson versucht herauszufinden, was Holmes in seine Heroinsucht trieb.
Im Laufe der Zeit, vor allem nach Ende der Suchtbetreuung, entwickelt Watson ein echtes Interesse an der Mitarbeit an der Lösung von Kriminalfällen, während Holmes sich immer mehr auf Watson als Gesprächspartnerin einstellt, die ihm hilft, seine Gedanken besser zu ordnen. Schließlich lässt sie sich von ihm in seinen Methoden ausbilden und wird allmählich zu seiner gleichwertigen Partnerin.

## Figuren

### Hauptfiguren

#### Sherlock Holmes
Ein ehemaliger Berater von Scotland Yard, der jetzt in New York City lebt, nachdem er dort die Drogenrehabilitation für Suchtprobleme im Vereinigten Königreich abgeschlossen hat. Holmes ist ein deduktives Genie mit einer Vielzahl von ungewöhnlichen Interessen und Begeisterungen, die ihn bei seinen Untersuchungen unterstützen. Da er das Gefühl hat, dass die interessantesten Kriminalfälle in Amerika liegen, bleibt er in New York. Er kontaktiert einen alten Mitarbeiter, Captain Thomas Gregson vom NYPD, um seine bisherige Arbeit als beratender Detektiv wieder aufzunehmen. Er wird von seinem Vater gezwungen, Dr. Joan Watson bei sich wohnen zu lassen, seiner „nüchternen Begleiterin“, die ihn nachsorgt.
Miller’s Holmes zeigt viele kanonische Aspekte von Sir Arthur Conan Doyle’s Charakter, während seine familiären Beziehungen, insbesondere seine Ressentiments gegenüber seinem Vater, in seine Erzählung aufgenommen wurden. Zwischen der zweiten und dritten Staffel verbringt Sherlock acht Monate in Großbritannien und arbeitet für den MI-6. In „Enough Nemesis to Go Around“ kehrt er mit einem neuen Schützling, Kitty Winter, nach New York zurück. Am Ende der dritten Staffel erleidet Holmes einen Rückfall, aber die Verbindungen seines Vaters erlauben ihm, wieder für das NYPD zu arbeiten. In Staffel 4 wird in der Zwischensaison enthüllt, dass seine Mutter, May Holmes, auch opiatsüchtig war, wie er. In den letzten Episoden der fünften Staffel leidet Holmes an unerklärlichen Kopfschmerzen und Konzentrationsschwäche und halluziniert eine Frau, die auf seiner Mutter basiert; die sechste Staffelpremiere zeigt, dass er an einem Post-Concussion-Syndrom leidet, das ihn dazu zwingt, ein sorgfältig ausgewogenes System von Medikamenten zu nehmen und verschiedene mentale Aktivitäten zu unternehmen, um zu versuchen, sein Gehirn zu heilen, wenn auch behindert durch Sherlocks „Notwendigkeit“, seine Arbeit einzusetzen, um seinen früheren Abhängigkeiten zu entkommen.

#### Dr. Joan Watson (geb. Yun)
Sie ist Holmes’ persönliche Suchtbetreuerin und eine ehemals erfolgreiche Chirurgin. Sie wurde von Holmes’ Vater eingestellt, um seinem Sohn zu helfen, nach dessen Entlassung aus der Rehabilitation abstinent zu bleiben. Als ihre Vertragszeit endet, behauptet sie Holmes gegenüber, sein Vater wolle ihre Dienste behalten, da sie inzwischen Gefallen an der Arbeit mit Holmes gefunden hat. Holmes baut zunehmend auf Watsons Beiträge und vertraut ihr immer mehr, während sie ihm hilft, sein Leben nach der Sucht zu arrangieren. Nach einer Weile enthüllt Holmes, dass er herausgefunden hat, dass sie nicht mehr als Betreuerin bezahlt wird. Er bietet ihr eine Stelle als Lehrling an und sagt ihr, wie viel sie ihm bedeutet und wie sie ihm hilft, sich zu konzentrieren. Watson nimmt an und beginnt ihre Ausbildung zur Detektivin bei Holmes.
Nachdem Sherlock nach London zurückgekehrt ist, wird Joan zur beratenden Detektivin für das 11. Revier, während sie auch traditionellere Fälle vom Typ Privatdetektiv annimmt, die Sherlock meidet. Trotzdem arbeiten die beiden wieder zusammen, als Holmes nach New York zurückkehrt, wobei Joan gelegentlich unabhängige Fälle von Holmes annimmt.
Joan hat einen Bruder, Oren, und eine Halbschwester, Lin Wen (geb. Yun). Joan und ihre Schwester haben denselben Vater, aber verschiedene Mütter. Der Vater hat beide Familien verlassen, da er an Schizophrenie leidet. Bis zu seinem Tod lebt er auf der Straße. Joans Mutter wird im Laufe der Serie dement, was in einzelnen Episoden thematisiert wird. Joan ist zeitweise mit Sherlock Holmes' älterem Bruder Mycroft Holmes liiert, bis dieser ins Zeugenschutzprogramm gehen muss.
Im Laufe der Serie zieht sie bei Holmes aus, kehrt aber wieder zu ihm zurück. Sie hat genau wie Holmes sexuelle Affären, aber niemals miteinander. Die beiden teilen sich das Haus von Holmes, haben aber zueinander eher ein Bruder-Schwester-Verhältnis. Dies kommt auch immer wieder besonders dann zum Tragen, wenn Holmes ihr Zimmer ohne jede Rücksichtnahme betritt oder sie gar im Schlaf nach körperlichen Krankheitssymptomen wie ihn befallenden Ausschlägen untersucht. Der sonst sehr direkte Holmes macht ihr gegenüber niemals bewusst anzügliche Kommentare, aber auch keine Komplimente, außer sie beziehen sich auf ihre Erfolge als Ermittlerin.
Im Laufe der Serie verändert sie sich auch äußerlich. In den ersten Staffeln trägt sie grundsätzlich Miniröcke oder Minikleider, in den späteren Folgen trägt sie häufig eher strenge und mitunter eher männlich wirkende Outfits wie Hosenanzüge und Krawatten.

#### Captain Thomas „Tommy“ Gregson
Der Captain des 11. Reviers des New York City Police Department. Zuvor war er bei Scotland Yard angestellt, um das Büro für Terrorismusbekämpfung zu beobachten, wo er sich mit Sherlock traf und von seiner Arbeit beeindruckt war. Er mag Holmes wirklich, und die beiden haben gegenseitig Respekt voreinander, obwohl er zugibt, dass Sherlock eine „Nervensäge“ ist. In Staffel 2 ist Gregson getrennt von seiner Frau Cheryl, mit der er seit über zwanzig Jahren zusammen war. In Staffel 3 sind sie geschieden. In der Folge „Rip Off“ (Staffel 3, Episode 5, dt. "Watsons Buch) wird enthüllt, dass eine seiner Töchter, Hannah Gregson (Liza J. Bennett), eine ehrgeizige Polizistin ist und wie er Captain werden will. In „Absconded“ (Staffel 3, Episode 23, dt. „Bienensterben“) wird Gregson wegen der guten Arbeit seiner Einheit zum Deputy Chief befördert, aber trotz der Hinweise, dass einige Höhere das Angebot annehmen wollten, beschließt er, zu bleiben, da er seine derzeitige Rolle und Fähigkeit, mit Menschen zu interagieren, mehr schätzt als die Chance zur Beförderung. In dieser Episode wird auch erwähnt, dass er im 14. Bezirk als neu beförderter Detektiv diente und im Alter von 40 Jahren zum Leiter der Major Case Squad ernannt wurde. In der vierten Staffel ist Gregson mit Paige Cowan zusammen, einer ehemaligen Detektivin. Sie musste ihre Stelle im Police Department aufgeben, da sie einen Teil sichergestellter Bestechungsgelder für sich behielt. Als Paige plötzlich mit Gregson Schluss macht, nennt sie als Grund, Gregsons Karriere nicht wegen ihres Fehlverhaltens gefährden zu wollen. Joan glaubt ihr nicht und stellt sie zur Rede. Es stellt sich heraus, dass Paige die Krankheit Multiple Sklerose hat. Joan redet Paige ins Gewissen, Gregson die Wahrheit zu sagen. Dieser gibt der Beziehung noch eine Chance und schlussendlich heiraten die beiden. Nachdem am Ende der sechsten Staffel klar wird, dass Hannah den Serienmörder, der ihre Mitbewohnerin erdrosselt hatte, umgebracht hatte, stellt Gregson sich vor seine Tochter und lässt zu, dass Sherlock (um Watson zu schützen) ein falsches Geständnis ablegt. Gerade als er mit Sherlock und Joan Kontakt aufnehmen will und die Dinge ins Reine bringen will zwischen ihnen, wird er schwer verletzt. Im Laufe des Genesungsprozesses kann Sherlock aber die Sache mit dem falschen Geständnis mit dem FBI klären und auch die Beziehung zu Gregson wieder normalisieren. An Thomas Gregsons Uniform befinden sich die U.S. Flagge als Nadel (sollte von jedem NYPD Police Officer getragen werden) und die World Trade Center Nadel (der tragende Polizist hat bei den Anschlägen des 11. September gedient) sowie die Nadel zum Gedenken an das 170-jährige Jubiläum des NYPD (NYPD 170th Commemorative Breast Bar). Er ist Träger der NYPD Ehrenmedaille (NYPD Medal of Honor) und der NYPD Tapferkeitsmedaille (NYPD Medal for Valor).

#### Detective First Grade Marcus Bell
Ein Junioroffizier auf dem 11. Revier, mit dem Holmes und Watson oft zusammenarbeiten. Zunächst gegen die Idee, Hilfe von Sherlock zu bekommen, erkennt er Sherlocks Talent als Detektiv und nimmt gerne Ratschläge von ihm an. Er wurde kurz zu einer Beobachterrolle in der zweiten Staffel versetzt, nachdem er eine potenziell schwere Schulterverletzung aufgrund eines feindlichen Zeugen, den Holmes zuvor befragt hatte, erlitten hatte, aber eine Konfrontation mit Holmes hilft Bell, die psychischen Probleme zu überwinden, die seine Genesung behindern, und er ist seitdem zu seiner alten Rolle zurückgekehrt. Holmes sorgt später dafür, dass Bell von den U.S.Marschalls angeworben wird, da sich die Ermittlungsgruppe um Captain Gregson irgendwann auflösen wird und Bells weitere Karrierechancen zu diesem Zeitpunkt sehr schlecht sein werden. Er ist Empfänger der Auszeichnung des NYPD für Exzellenten Polizeidienst (NYPD Excellent Police Duty). Außerdem trägt er an seiner Uniform die U.S. Flagge als Nadel und die Nadel zum Gedenken an das 170-jährige Jubiläum des NYPD (NYPD 170th Commemorative Breast Bar).

#### Morland Holmes
Sherlocks Vater gehört das Haus, in dem Sherlock und Joan leben. Nach einem Rückfall von Sherlock kommt er für unbestimmte Zeit nach New York, sehr zum Missfallen von Sherlock, der ihn als „wiederholt Abwesenden“ bezeichnet und ihm insgeheim seine mangelnde Vaterliebe vorwirft. Morland Holmes ist milliardenschwerer Unternehmer und Unternehmensberater, scheint unzählige Kontakte zu haben und kann oft scheinbar Unmögliches möglich machen. Joan beobachtet Morlands spezielle Essgewohnheiten und erfährt, dass dieser an schweren Magenschäden leidet, die er bei einem Anschlag auf sein Leben zwei Jahre zuvor in Paris erlitten hat. Bei diesem Anschlag kam auch seine Geliebte Sabine um. Morland will Sabines Mörder finden; Sherlock und Watson glauben aber, dass der Anschlag Morland galt und er weiterhin in Lebensgefahr schwebt. Sie helfen ihm bei den Ermittlungen und es stellt sich heraus, dass das kriminelle Netzwerk dahintersteckt, welches einst von Jamie Moriarty geleitet wurde. Unterstützt von einigen Quertreibern der Organisation wird der gegenwärtige Anführer Joshua Vikner getötet und Morland zum neuen Anführer gewählt. Dieser beabsichtigt, die kriminelle Gruppe von innen heraus zu zerstören und auf diese Weise sein Leben, aber vor allem auch Sherlock und Watson damit zu schützen. Er verlässt New York, um von London aus die Geschäfte zu steuern. In Staffel fünf taucht er nicht auf.

#### Shinwell Johnson
Ein ehemaliger Patient von Dr. Watson und ein ehemaliger Sträfling und Bandenmitglied der SBK (South Bronx Killas). Er und Watson begegnen einander erneut, als er aus dem Gefängnis entlassen und auf Bewährung gesetzt wird. Während seiner Zeit auf Bewährung hilft Watson ihm, sich wieder in sein Leben außerhalb des Gefängnisses einzufügen und eine Beziehung zu seiner Tochter aufzubauen. Er ist kurz ein inoffizieller Informant für einen FBI-Agenten und später ein offizieller Informant für die Bronx Gang Squad. Seine Beziehung zu Sherlock und Joan schwankt, als Sherlock entdeckt, dass Shinwell für den Tod eines Freundes von ihm während seiner ursprünglichen Zeit bei den SBK verantwortlich war. Shinwell schreibt am Ende ein Geständnis für dieses Verbrechen, um nicht ungestraft davonzukommen und Joan so zu beweisen, dass er beabsichtigt, für diesen Mord zu büßen. Vor der Zerschlagung der SBK wird er aber von einem anderen Mitglied der SBK getötet. Dies nehmen Watson und Holmes zum Anlass, die SBK selbst zu bekämpfen und sie letztendlich zu zerschlagen.

#### Michael Rowan
Ein genesender Süchtiger, der von Sherlocks Methoden im Umgang mit seiner Sucht beeindruckt ist. Als „Leidensgenossen“ werden die beiden so etwas wie Freunde und scheinen sich gegenseitig zu stützen. Rowan muss sich außerdem mit einem größeren Gesundheitsproblem auseinandersetzen. Später wird er als Mörder entlarvt, nachdem er den Körper einer Frau an einem unbekannten Ort begraben hat; schließlich wird er sogar als Serienmörder entlarvt, der schätzungsweise ein Dutzend Frauen in mehreren Staaten getötet hat. Er schreibt Sherlock diese Taten zu, da er sich auf seine „Arbeit“ (alias Töten) konzentriert hat, um seine Heroinsucht zu bekämpfen.

### Wiederkehrende Figuren

#### Kitty Winter
Sherlocks neuester Schützling, den er aus London mitbringt, nachdem er den MI6 verlassen hat. Sherlock neigt dazu, streng mit ihr zu sein, bewundert aber ihre detektivischen Fähigkeiten. Kittys richtiger Name ist unbekannt, da sie in London entführt und vergewaltigt wurde, bevor sie Sherlock traf, und sie hatte ihren Namen geändert, um ihren Vergewaltiger und ihr Vorleben zu vergessen. Sherlock ist über ihre Vorgeschichte aber informiert und respektiert ihre Entscheidung. Sie wird zunächst damit beauftragt, Watson auszuspionieren, bis sie von ihr entdeckt wird.
Nachdem sie ihren Vergewaltiger in New York wiedererkennt, konfrontiert sie ihn mit der Tat, rächt sich an ihm und entstellt ihn. Anschließend beschließt sie, die Vereinigten Staaten zu verlassen, um eine mögliche Verhaftung zu vermeiden und irgendwohin zu gehen, wo sie die Fähigkeiten nutzen kann, die Sherlock und Watson ihr beigebracht haben. Wegen eines früheren Falls kehrt sie später nach New York zurück („Wrong Side of the Road“, dt. „Falsche Straßenseite“), wobei sich herausstellt, dass sie inzwischen Mutter eines kleinen Sohnes ist.
Ihr Charakter basiert auf Kitty Winter in Doyles „The Adventure of the Illustrious Client“.

#### Alfredo Llamosa
Sherlocks Selbsthilfe-Pate, der selbst ein genesender Süchtiger ist. Alfredo ist ein ehemaliger Autoknacker, jetzt wird er von verschiedenen Autofirmen bezahlt, um die Sicherheitssysteme ihrer Autos zu testen, und er lässt Sherlock gelegentlich dessen eigene Fähigkeiten an den Autos ausprobieren. Alfredo ist einer von Sherlocks wenigen wirklichen Freunden, aber er zögert nicht, ihn zu kritisieren und drängt ihn, seine Reha-Kur fortzusetzen und selbst Pate zu werden. Er lehrt Joan auch, wie man die Diebstahlsicherung eines Autos umgehen kann. Holmes ‘feuert’ Alfredo als seinen Paten, damit er Alfredo als Freund helfen kann. Nach Staffel 4 taucht er nur noch sehr selten in der Serie auf.

#### Mycroft Holmes
Mycroft ist Sherlocks älterer Bruder, der immer noch in London lebt. Er und Sherlock hatten in der Vergangenheit eine sehr bittere Beziehung – Sherlock hatte eine Affäre mit Mycrofts Verlobter. Nach einer Leukämie-Erkrankung unternimmt Mycroft Schritte, um sich mit seinem Bruder zu versöhnen. Während seinen Bemühungen wird er ein sehr guter Freund von Sherlocks Partnerin Joan Watson. Die beiden beginnen eine Beziehung, welche aber nicht lange von Dauer ist, da Probleme mit Sherlock auftreten. Mycroft besitzt eine Kette von Restaurants die den Namen „Diogenes“ tragen und ist selbst auch ein ausgezeichneter Koch. Es wird später enthüllt, dass Mycroft im Dienste des MI6 steht und gegen „Le Milieu“ ermittelt. Die Beziehung der Brüder bessert sich nun, da Sherlock erfährt, dass Mycroft wegen eines Fehlers von Holmes während dessen Drogenvergangenheit gezwungen ist, beim MI6 zu arbeiten. Mycroft inszeniert kurz darauf seinen Tod durch einen Brand im „Diogenes“, damit ihn „Le Milieu“ nicht sucht. Sherlock und auch sein Vater deuten an, dass sie über verschwiegene Kanäle Kontakt zu Mycroft aufnehmen können (z. B. als Lin Wen auftaucht und behauptet, eine Beziehung mit Mycroft gehabt zu haben). In Staffel 6 erfährt Sherlock, dass Mycroft bereits vor 10 Monaten in Neuseeland an einer Gehirnblutung gestorben ist („Nobody Lives Forever“, dt. „Niemand lebt ewig“).

#### Irene Adler/Jamie Moriarty
Als Irene ist sie Sherlocks ehemalige Geliebte, während sie in ihrer wahren Identität als Moriarty ein kriminelles Superhirn ist, das Sherlock ihren eigenen Tod vortäuscht, um seine Ermittlungen von ihren kriminellen Aktivitäten abzuziehen. Ihr vermeintlicher Tod als Irene ließ Sherlocks bereits etablierten Drogenkonsum eskalieren. Obwohl Sherlock ihre wahre Identität aufdeckt und für ihre anschließende Inhaftierung verantwortlich ist, haben die beiden weiterhin widersprüchliche Gefühle füreinander – Holmes bemerkt in einem Gespräch mit Bell, dass „die Liebe seines Lebens eine reuelose Mörderin ist“. Beide haben großen gegenseitigen Respekt vor den geistigen Fähigkeiten des anderen. Irene hat auch eine Menge Respekt vor Joan erlangt, denn die Gabe letzterer und ihr Vermögen eben sie zu täuschen, führt letztendlich auch zu ihrer Verhaftung. Ein geschuldeter Umstand, der nicht einer gewissen Ironie entbehrt. Als Joans Leben durch den Drogenboss Elana March bedroht wird, arrangiert sie den Tod der Verbrecherin in deren Zelle. Am Ende der vierten Staffel übernimmt Morland Holmes ihre Organisation, mit dem Ziel, diese von innen zu demontieren, um zu verhindern, dass ihre Ressourcen gegen seinen Sohn und Joan verwendet werden. In Staffel 6 erfährt Sherlock von seinem Vater, dass Moriaty ihren Bewachern vom FBI entkommen war („You’ve Come a Long Way, Baby“, dt. „Du hast es weit gebracht, Baby“) und Morland nun töten lassen will, um ihr Imperium zurückzubekommen. Morland handelt auf Sherlocks Betreiben hin einen Waffenstillstand aus, dieser behauptet einer Untergebenen Moriartys gegenüber, dass er an einem Waffenstillstand nicht interessiert sei und seinen Vater töten würde.

#### Gareth Lestrade
Sherlocks britischer Kollege und Rivale. Als Sherlock in London ansässig war, arbeitete er mit Lestrade, der damals Mitglied der Metropolitan Police war. Lestrade steht in dem Ruf, Fälle gelöst zu haben, die eigentlich von Sherlock gelöst wurden. Lestrade ist eindeutig nicht in Sherlocks Liga, aber er ist ein geschickter – wenn auch übereifriger und impulsiver – Detektiv. Nachdem er bei Scotland Yard rausgeschmissen worden war, da er einen Mordverdächtigen regelrecht verfolgt hat, obwohl für die anderen Ermittler feststand, dass der Mann seine Frau nicht umgebracht hatte, bittet er Holmes um Hilfe bei den Ermittlungen. Nach dem erfolgreichen Abschluss des Falls bietet Holmes ihm vorübergehend Obdach, bis sich Lestrade etwas Neues gesucht hat. Nach einigen Selbstfindungsproblemen nimmt Lestrade einen neuen Job an. Bei einem späteren Fall stellt sich heraus, dass sein neuer Job als „Sicherheitszar“ darin bestand, für einen schwerreichen Unternehmer zukünftige Bettgeschichten zu organisieren. Im Laufe der Ermittlungen kündigt er.

#### Ms. Hudson
Eine Expertin für Altgriechisch, die im Wesentlichen als Muse für verschiedene wohlhabende Männer lebt und sich von ihnen aushalten lässt. Sherlock erlaubt ihr, nach einer Trennung am „Sandstein“ (Sherlocks Wohnsitz) zu bleiben, und sie erklärt sich anschließend bereit, einmal pro Woche als Einkommensquelle zu putzen. Sherlock versucht zunächst, Joan für die Arbeit bezahlen zu lassen, als sie sich über seine Unordentlichkeit beschwert, aber sie weigert sich und sie einigen sich darauf, die Kosten zu teilen. Ms. Hudson wird nur in einzelnen Episoden in jeder der ersten drei Staffeln gesehen (Episoden 19, 45, 55), aber in zahlreichen anderen bis zur vierten Staffel erwähnt.

#### Fiona ‘Mittens’ Helbron
Sie ist eine brillante Softwareentwicklerin für ein Technologieunternehmen namens Pentillion und in der Hacker-Community auch als ‘Mittens’ bekannt. Sie ist Autistin und eine große Katzenliebhaberin (daher ihr Hacker-Spitzname). Sie wird in einem Fall kurz als Verdächtige betrachtet (Episode 81), unterstützt aber später Holmes und Watson bei ihren Ermittlungen. Später bittet sie Watson um Hilfe in einer anderen Angelegenheit und beginnt eine romantische Beziehung mit Holmes (Episoden 84 und 90). Später beendet Sherlock diese Beziehung.

#### Dr. Eugene Hawes, M.E.
New York City Medical Examiner (= Gerichtsmediziner), der Sherlock und Watson mit Details zu Morden versorgt, die sich mit ihren Untersuchungen kreuzen. Er und Sherlock sind regelmäßige Schachpartner („der erste Donnerstag des Monats“ wird in der Folge „Hounded“, dt. „Gejagt“, erwähnt). Nachdem er bei der Detonation einer Bombe im Leichenschauhaus („Down Where the Dead Delight“, dt. „Im Reich der Toten“) fast getötet wurde, entwickelt er eine Medikamentenabhängigkeit. Sherlock konfrontiert ihn damit, sodass er seine Arbeit vorübergehend niederlegt und sich bei seiner Schwester auskurieren möchte. In der fünften Staffel („Ill Tidings“, dt. „Schlangengift“) kehrt er geheilt an seinen Arbeitsplatz zurück.

## Titel
Der Titel „elementary“ bzw. auf Deutsch „elementar“ bezieht sich auf die von Holmes in den Buchvorlagen geäußerte Auffassung, was andere an seinen Schlüssen so faszinierend finden, basiere lediglich auf elementarem Wissen. An insgesamt acht Stellen der Originalerzählungen verwendet Holmes den Begriff in dieser Form. Der hierauf aufbauende Ausspruch Holmes’ „This is elementary“ bzw. „Elementar, mein lieber Watson“ kommt in der wortwörtlichen Form in keiner der originalen Erzählungen von Conan Doyle vor. Erst 1899 schrieb Doyle zusammen mit William Gillette das Bühnenstück Sherlock Holmes: A Drama in Four Acts, in dem erstmals die Phrase „Oh, this is elementary, my dear fellow“ vorkommt. Zu einem geflügelten Wort wurde sie, als sie der Schauspieler Clive Brook im ersten Holmes-Tonfilm 1929 aufgriff, in der Version „Oh, this is elementary, my dear Watson“.

## Besetzung und Synchronisation
Die deutschsprachige Synchronfassung entstand bei Cinephon Filmproduktions in Berlin nach Dialogbüchern von Kathrin Kabbathas, die Dialogregie verantwortete Frank Glaubrecht.
| Rollenname                   | Schauspieler/in    | Hauptrolle (Episoden) | Nebenrolle (Episoden)                                | Synchronsprecher/in |
| ---------------------------- | ------------------ | --------------------- | ---------------------------------------------------- | ------------------- |
| Sherlock Holmes              | Jonny Lee Miller   | 1.01–7.13             |                                                      | Robin Kahnmeyer     |
| Dr. Joan Watson              | Lucy Liu           | 1.01–7.13             |                                                      | Melanie Hinze       |
| Captain Thomas Gregson       | Aidan Quinn        | 1.01–7.13             |                                                      | Oliver Siebeck      |
| Detective Marcus Bell        | Jon Michael Hill   | 1.02–7.13             |                                                      | Roman Wolko         |
| Morland Holmes               | John Noble         | 4.01–4.24             | 6.10–6.11, 7.11                                      | Bert Franzke        |
| Shinwell Johnson             | Nelsan Ellis       | 5.01–5.22             |                                                      | Tommy Morgenstern   |
| Michael Rowan                | Desmond Harrington | 6.01–6.21             |                                                      | Marcus Off          |
| Odin Reichenbach             | James Frain        | 7.05–7.13             |                                                      | Peter Flechtner     |
| Alfredo Llamosa              | Ato Essandoh       |                       | 1.08, 1.18. 1.20, 2.11, 3.09, 3.21, 3.24, 4.05, 6.09 | Marcel Collé        |
| Jamie Moriarty / Irene Adler | Natalie Dormer     |                       | 1.22–1.24, 2.03, 2.12, 3.14 (Stimme)                 | Marieke Oeffinger   |
| Mycroft Holmes               | Rhys Ifans         |                       | 2.01, 2.07–2.08, 2.21–2.24                           | Thomas Nero Wolff   |
| Gareth Lestrade              | Sean Pertwee       |                       | 2.01, 2.16–2.17                                      | Reent Reins         |
| Kitty Winter                 | Ophelia Lovibond   |                       | 3.01–3.12, 5.15–5.16, 7.01                           | Esra Vural          |

## Ausstrahlung
Vereinigte Staaten
Nach der Serienbestellung im Mai 2012 startete die Serie am 27. September 2012 bei CBS. Bereits im Oktober 2012 gab CBS die Produktion von neun weiteren Episoden, der sogenannten Back-nine-order, bekannt. Einen Monat später wurde die Anzahl noch um weitere Episoden erhöht. Am 3. Februar 2013 wurde eine Episode der Serie direkt im Anschluss an die Übertragung des Super Bowl XLVII gezeigt, die jedoch durch einen 36-minütigen Stromausfall im Stadion außerhalb der Hauptsendezeit zu sehen war. Das einstündige Staffelfinale wurde am 16. Mai 2013 ausgestrahlt.
Die Premiere der zweiten Staffel fand am 26. September 2013 statt. Das zweite Staffelfinale wurde am 15. Mai 2014 gezeigt.
Die Premiere der dritten Staffel fand am 30. Oktober 2014 statt. Die erste Folge der vierten Staffel wurde am 5. November 2015 ausgestrahlt, die letzte Folge am 8. Mai 2016. Vom 2. Oktober 2016 bis 21. Mai 2017 wurde die fünfte Staffel, vom 30. April bis 17. September 2018 die sechste Staffel ausgestrahlt. Die siebte und letzte Staffel war vom 23. Mai bis zum 15. August 2019 zu sehen.
Deutschland
In Deutschland hat die ProSiebenSat.1 Media AG die Ausstrahlungsrechte erworben und die Serie ab dem 10. Januar 2013 bei Sat.1 gezeigt. Nach der Ausstrahlung der 12. Folge im März ging die Serie in eine Pause. Zehn weitere Episoden der ersten Staffel wurden vom 23. September bis zum 25. November 2013 bei Sat.1 ausgestrahlt. Die letzten zwei Episoden wurden am 13. und 20. Februar 2014 gesendet. Die Ausstrahlung der zweiten Staffel fand vom 5. September bis zum 19. Dezember 2014 freitags um 20.15 Uhr in Doppelfolgen (bis 7. November) auf dem deutschen Free-TV-Sender Kabel eins statt. Die ersten zwölf Folgen der dritten Staffel wurden vom 9. Januar bis zum 27. März 2015 freitags um 20.15 Uhr auf Kabel eins ausgestrahlt. Vom 5. Oktober bis zum 14. Dezember 2015 wurden die restlichen Folgen der dritten Staffel montags um ca. 22.15 Uhr wieder auf Sat.1 gezeigt.
Sat.1 begann die Erstausstrahlung der fünften Staffel am 2. Januar 2017, setzte die Serie jedoch nach fünf Folgen bis zur Wiederaufnahme am 28. September aus. Die sechste Staffel wurde vom 26. Juli bis 4. Oktober 2018 auf Sat.1 ausgestrahlt. Die sechste Staffel wurde ab dem 4. Januar 2019 auf Kabel eins ausgestrahlt, wo auch die bislang noch nicht ausgestrahlten Folgen der sechsten Staffel gezeigt wurden. Die Erstausstrahlung der siebten und letzten Staffel erfolgte ab 2. August 2019 bei Kabel eins. Im deutschen Pay-TV wurde die Serie ab dem 17. September 2014 vom Sender AXN gezeigt.
Österreich
In Österreich begann der Sender Puls 4 am 5. September 2013 mit der Ausstrahlung der Serie. Am 12. Dezember 2013 wurde die 23. Folge gesendet. Das Staffelfinale der ersten Staffel wurde in der Nacht vom 4. Dezember zum 5. Dezember 2015 gezeigt. Ab dem 11. Dezember 2015 war die zweite Staffel freitags ab 23:00 Uhr (immer drei Folgen) zu sehen.
Schweiz
In der Schweiz begann der Sender 3+ am 22. Februar 2013 mit der Ausstrahlung der Serie. Nach der 12. Folge am 3. Mai ging die Serie in eine Pause. Vom 6. bis zum 27. Oktober 2013 wurden die Folgen 13 bis 16 auf 4+ gesendet. Die restlichen Folgen der ersten Staffel wurden im September und Oktober 2014 auf 5+ gezeigt. Vom 9. Oktober bis zum 23. November 2015 wurde die zweite und dritte Staffel täglich um 17:15 Uhr auf dem neuen Free-TV-Sender der ProSiebenSat.1 Media SE Puls 8 ausgestrahlt, wobei die 21. Episode der dritten Staffel nicht gezeigt wurde.

## Rezeption

### Kritik
„Für Sherlock-Liebhaber ist Elementary keinesfalls als Ersatz, noch nicht einmal zur Überbrückung bis zur dritten BBC-Staffel geeignet. Für alle anderen ergibt die Serie durchschnittliche Krimikost, die man sich anschauen kann. Aber nicht muss.“

„Damit es nicht langweilig wird, verpassen sie der Geschichte neue Twists und sorgen für eine prominente Besetzung […], trotzdem ist der Film eher wirr als genial. […] Auch sonst unterscheidet diese Serie nur wenig von beliebigen anderen amerikanischen Crime-Serien. An ‚Sherlock‘ kommt sie jedoch nicht heran, und bezüglich der Vertracktheit der Fälle nicht einmal an ‚CSI‘. Schade also um den guten Namen, denn der hat kein Mittelmaß verdient.“

### Auszeichnungen und Nominierungen
Satellite Awards 2012
- Nominierung in der Kategorie Series, Drama für Jonny Lee Miller in seiner Rolle als Sherlock Holmes[23]

## DVD-Veröffentlichung
Vereinigte Staaten
- Staffel 1 erschien am 27. August 2013
- Staffel 2 erschien am 26. August 2014
- Staffel 3 erschien am 25. August 2015
- Staffel 4 erschien am 23. August 2016
- Staffel 5 erschien am 29. August 2017
- Staffel 6 erschien am 6. November 2018
- Staffel 7, die finale Staffel, erschien am 17. September 2019

Vereinigtes Königreich
- Staffel 1 erschien am 23. Dezember 2013
- Staffel 2 erschien am 25. August 2014
- Staffel 3 erschien am 21. September 2015
- Staffel 4 erschien am 26. September 2016
- Staffel 5 erschien am 2. Oktober 2017
- Staffel 6 erschien am 6. November 2018
- Staffel 7, die finale Staffel, erschien am 19. Oktober 2019

Deutschland
- Staffel 1 erschien am 6. März 2014
- Staffel 2 erschien am 5. März 2015
- Staffel 3 erschien am 3. März 2016
- Staffel 4 erschien am 6. April 2017
- Staffel 5 erschien am 12. April 2018
- Staffel 6 erschien am 21. März 2019
- Staffel 7, die finale Staffel, erschien am 2. April 2020